# Marghūb
Marghūb (persiska: Mar’oob, مرغوب, Murghūm, Morqūm) är en ort i Iran.   Den ligger i provinsen Sydkhorasan, i den östra delen av landet, 600 km sydost om huvudstaden Teheran. Marghūb ligger 1 458 meter över havet och antalet invånare är 269.
Terrängen runt Marghūb är huvudsakligen kuperad, men västerut är den bergig. Terrängen runt Marghūb sluttar brant österut. Trakten runt Marghūb är nära nog obefolkad, med mindre än två invånare per kvadratkilometer. Närmaste större samhälle är Zanūghān, 14,3 km sydost om Marghūb. Trakten runt Marghūb är ofruktbar med lite eller ingen växtlighet.